# Naboerne
 Ikke at forveksle med Naboerne (film fra 1912).
Naboerne er en dansk film fra 1966. Filmen er instrueret af Bent Christensen efter et manuskript af ham selv og Leif Panduro. Det er en grotesk sort farce om to naboer, der bekriger hinanden med alle midler, indtil deres ejendomme er ødelagte, og den lokale købmand har tjent stort på deres krig.

## Medvirkende
- Ebbe Rode
- Hanne Borchsenius
- John Price
- Grethe Sønck
- Peter Steen
- Jesper Langberg
- Pouel Kern
- Karl Stegger